# Rajd Argentyny 2010
Rezultaty Rajdu Argentyny (30. Rally Argentina 2010), eliminacji Intercontinental Rally Challenge w 2010 roku, który odbył się w dniach 19-21 marca. Była to trzecia runda IRC w tamtym roku oraz druga szutrowa, a także druga w mistrzostwach Argentyny. Bazą rajdu było miasto Córdoba. Zwycięzcami rajdu została fińska załoga Juho Hänninen i Mikko Markkula jadąca Škodą Fabią S2000. Wyprzedzili oni Brytyjczyków Guya Wilksa i Phila Pugha oraz Czechów Jana Kopeckiego i Petra Starego, jadących tym samym samochodem.
Rajdu nie ukończyło 32 zawodników. Nie dojechał do mety startujący z numerem 1, Katarczyk Nasir al-Atijja (Škoda Fabia S2000), który na 10. oesie miał awarię silnika. Na 15. oesie wycofał się Brytyjczyk Kris Meeke (Peugeot 207 S2000), który miał awarię zawieszenia. Na 11. oesie wypadkowi uległ Brazylijczyk Daniel Oliveira (Peugeot 207 S2000). Na 4. oesie odpadli dwaj Argentyńczycy: Marcos Ligato (Mitsubishi Lancer Evo X) i Luciano Bernardi (Mitsubishi Lancer Evo X). Z kolei na 14. oesie odpadł Urugwajczyk Gustavo Trelles (Mitsubishi Lancer Evo X).

## Klasyfikacja ostateczna
| Miejsce                                 | Zawodnik                 | Pilot                    | Samochód                 | Czas                     | Strata                   | Punkty                   |
| IRC (punktowane pozycje)                | IRC (punktowane pozycje) | IRC (punktowane pozycje) | IRC (punktowane pozycje) | IRC (punktowane pozycje) | IRC (punktowane pozycje) | IRC (punktowane pozycje) |
| --------------------------------------- | ------------------------ | ------------------------ | ------------------------ | ------------------------ | ------------------------ | ------------------------ |
| 1.                                      | Juho Hänninen            | Mikko Markkula           | Škoda Fabia S2000        | 2:30:38.1                |                          | 10                       |
| 2.                                      | Guy Wilks                | Phil Pugh                | Škoda Fabia S2000        | 2:31:29.1                | +51.0                    | 8                        |
| 3.                                      | Jan Kopecký              | Petr Starý               | Škoda Fabia S2000        | 2:32:58.2                | +2:20.1                  | 6                        |
| 4.                                      | Gabriel Pozzo            | Daniel Stillo            | Subaru Impreza WRX STi   | 2:35:42.0                | +5:03.9                  | 5                        |
| 5.                                      | Federico Villagra        | Jorge Pérez Companc      | Ford Fiesta S2000        | 2:35:52.3                | +5:14.2                  | 4                        |
| 6.                                      | Bruno Magalhães          | Carlos Magalhães         | Peugeot 207 S2000        | 2:36:49.1                | +6:11.0                  | 3                        |
| 7.                                      | Nicolás Madero           | Guillermo Piazzaro       | Mitsubishi Lancer Evo X  | 2:37:25.6                | +6:47.5                  | 2                        |
| 8.                                      | Diego Dominguez          | Edgardo Galindo          | Mitsubishi Lancer Evo X  | 2:38:17.4                | +7:39.3                  | 1                        |
| Mistrzostwa Argentyny (pierwsza trójka) |                          |                          |                          |                          |                          |                          |
| 1. (4.)                                 | Gabriel Pozzo            | Daniel Stillo            | Subaru Impreza WRX STi   | 2:35:42.0                |                          |                          |
| 2. (5.)                                 | Federico Villagra        | Jorge Pérez Companc      | Ford Fiesta S2000        | 2:35:52.3                | +10.3                    |                          |
| 3. (7.)                                 | Nicolás Madero           | Guillermo Piazzano       | Mitsubishi Lancer Evo X  | 2:37:25.6                | +1:43.3                  |                          |

## Zwycięzcy odcinków specjalnych
| Dzień      | Odcinek | G. rozp. | Nazwa                                | Długość  | Zwycięzca     | Czas    | Lider rajdu   |
| ---------- | ------- | -------- | ------------------------------------ | -------- | ------------- | ------- | ------------- |
| 1 (19 MAR) | SS1     | 17:00    | Super Special Stage Carlos Paz 1     | 3.30 km  | Kris Meeke    | 2:32.8  | Kris Meeke    |
| 2 (20 MAR) | SS2     | 08:13    | Las Bajadas – Villa del Dique 1      | 16.57 km | Juho Hänninen | 9:28.2  | Juho Hänninen |
| 2 (20 MAR) | SS3     | 09:00    | Amboy – Santa Mónica 1               | 20.43 km | Juho Hänninen | 11:03.2 | Juho Hänninen |
| 2 (20 MAR) | SS4     | 09:41    | Santa Rosa – San Agustín 1           | 21.53 km | Guy Wilks     | 13:41.3 | Juho Hänninen |
| 2 (20 MAR) | SS5     | 10:24    | San Agustín – Villa General Belgrano | 8.43 km  | Juho Hänninen | 6:11.6  | Juho Hänninen |
| 2 (20 MAR) | SS6     | 14:57    | Las Bajadas – Villa del Dique 2      | 16.57 km | Juho Hänninen | 9:21.7  | Juho Hänninen |
| 2 (20 MAR) | SS7     | 15:44    | Amboy – Santa Mónica 2               | 20.43 km | Juho Hänninen | 10:52.9 | Juho Hänninen |
| 2 (20 MAR) | SS8     | 16:25    | Santa Rosa – San Agustín 2           | 21.53 km | Juho Hänninen | 13:39.5 | Juho Hänninen |
| 3 (21 MAR) | SS9     | 08:13    | La Cumbre – Agua de Oro              | 15.06 km | Juho Hänninen | 12:56.4 | Juho Hänninen |
| 3 (21 MAR) | SS10    | 09:13    | Ascochinga – La Cumbre               | 22.40 km | Juho Hänninen | 15:08.3 | Juho Hänninen |
| 3 (21 MAR) | SS11    | 10:08    | Valle Hermoso – Casa Grande 1        | 11.34 km | Juho Hänninen | 7:26.3  | Juho Hänninen |
| 3 (21 MAR) | SS12    | 10:40    | Cosquín – Villa Allende 1            | 19.18 km | Juho Hänninen | 14:05.8 | Juho Hänninen |
| 3 (21 MAR) | SS13    | 14:08    | Valle Hermoso – Casa Grande 2        | 11.34 km | Jan Kopecký   | 7:26.9  | Juho Hänninen |
| 3 (21 MAR) | SS14    | 14:40    | Cosquín – Villa Allende              | 19.18 km | Juho Hänninen | 14:07.0 | Juho Hänninen |
| 3 (21 MAR) | SS15    | 16:23    | Super Special Stage Carlos Paz 2     | 3.30 km  | Jan Kopecký   | 2:29.4  | Juho Hänninen |